# Shuimotan Shuiku
Shuimotan Shuiku (kinesiska: 水磨滩水库) är en reservoar i Kina. Den ligger i storstadsområdet Chongqing, i den sydvästra delen av landet, omkring 66 kilometer nordost om det centrala stadsdistriktet Yuzhong. Shuimotan Shuiku ligger 426 meter över havet. Arean är 0,78 kvadratkilometer. Trakten runt Shuimotan Shuiku består till största delen av jordbruksmark. Den sträcker sig 1,5 kilometer i nord-sydlig riktning, och 2,0 kilometer i öst-västlig riktning.
Genomsnittlig årsnederbörd är 1 492 millimeter. Den regnigaste månaden är september, med i genomsnitt 255 mm nederbörd, och den torraste är januari, med 18 mm nederbörd.